# Patricia Appiagyei
Patricia Appeagyei (sinh ngày thứ Tư, 28 tháng 11 năm 1956) là một nữ chính trị gia Ghana, Thứ trưởng một thời của Bộ trưởng Ashanti và là nữ Thị trưởng đầu tiên của Hội đồng Thành phố Kumasi.

## Tuổi thơ
bà sinh vào thứ Tư, ngày 28 tháng 11 năm 1956 tại Kumasi và đến từ Konongo / Asawase-Kumasi, ở Vùng Ashanti.

## Giáo dục
bà có học vấn trung học tại Trường Trung học Phổ thông St Louis ở Kumasi và chuyển đến Đại học Khoa học và Công nghệ Kwame Nkrumah, nơi bà học Kinh tế.

## Cuộc sống cá nhân
Bà kết hôn với Tiến sĩ KK Sarpong, cựu Giám đốc điều hành của Kotoko FC và Tập đoàn Dầu khí Quốc gia Ghana, và có ba người con. Bà ấy là một Cơ đốc nhân thực hành.

## Sự nghiệp
Trước đây bà đã làm việc với City Investments Company Limited với tư cách là Giám đốc điều hành Marketing từ năm 1995 đến năm 2010 

## Chính trị
Bà là Thứ trưởng của khu vực Ashanti từ năm 2001 đến 2015 và được bổ nhiệm một thời gian ngắn làm Phó Bộ trưởng khu vực Ashanti vào năm 2005. Từ năm 2005 đến 2009, bà giữ chức Giám đốc điều hành thành phố cho Kumasi. Patricia Appiagyei hiện là Thành viên Nghị viện (MP) cho Quốc hội Asokwa sau khi đánh bại cựu Bộ trưởng Chính quyền địa phương, Maxwell Kofi Jumah, để giành chiến thắng trong cuộc bầu cử sơ bộ của Đảng Yêu nước mới (NPP) và sau đó giành được ghế trong nghị viện năm 2016. Bà là thành viên của Đảng Yêu nước mới (NPP) tại Ghana.